# 8315 Bajin
8315 Bajin este un asteroid din centura principală de asteroizi.

## Descriere
8315 Bajin este un asteroid din centura principală de asteroizi. A fost descoperit pe 25 noiembrie 1997 la Xinglong în cadrul programului Beijing Schmidt CCD Asteroid Program. Asteroidul prezintă o orbită caracterizată de o semiaxă mare de 2,21 ua, o excentricitate de 0,17 și o înclinație de 7,9° în raport cu ecliptica.